# Ljuba Prenner
Ljuba Prenner (19 juin 1906 - 15 septembre 1977) est un avocat et écrivain slovène, actif dans l'entre-deux-guerres. Prenner a été assigné femme à sa naissance, mais dès son plus jeune âge, il s'est identifié comme un homme et transitionne vers une apparence masculine à l'adolescence. La famille de Prenner n'est pas aisée et a souvent déménagé dans son enfance, avant de s'installer à Slovenj Gradec. Faute de ressources financières, Prenner travaille souvent et doit changer d'école. Malgré ces difficultés, il obtient son diplôme d'études secondaires en 1930 et entre immédiatement à la faculté de droit de l'université du roi Alexandre Ier. Il commence à publier à cette époque et gagne sa vie en donnant des cours particuliers à d'autres étudiants et en vendant ses écrits. Il publie plusieurs nouvelles et romans dont le premier Littérature policière slovène.
Après avoir obtenu un doctorat en 1941, Prenner ouvre un cabinet d'avocats et se fait connaitre pour sa défense des prisonniers politiques et des personnes accusées de crimes contre l'État. Il vit en tant qu'homme, ses manières combatives dans la salle d'audience et son fort sentiment d'indépendance judiciaire lui valent d'être emprisonné à plusieurs reprises par le régime communiste. Exclu de l'Association des écrivains slovènes, il n'a pu publier que peu de temps avant sa mort. Prenner est libéré de prison en 1950 et débute une campagne pour que sa licence d'avocat soit rétablie. À partir de 1954, il est autorisé à pratiquer à nouveau et obtient la réputation de rarement perdre procès. Il est invité en 1968 à prononcer le discours des célébrations du centenaire de l'Ordre des avocats et, en 1970, est nommé interprète judiciaire permanent de langue allemande pour la Slovénie.
Prenner est mort d'un cancer du sein en 1977. Les changements dans les conventions sociales et les célébrations du centième anniversaire de sa naissance ont conduit à un réexamen de sa vie dans des biographies et des documentaires, ainsi que la publication de certains de ses romans autobiographiques inédits.

## Jeunesse et éducation (1906-1930)
Ljuba Prenner naît sous le nom d'Amalia Marija Ursula Prenner le 19 juin 1906, à Fara, près de Prevalje, dans la province slovène de Carinthie, Autriche-Hongrie. Ses parents sont Marija Čerče et Josef Prenner,,. Son père est un charpentier allemand et un armurier de Kočevje. Sa mère est Slovène, fille de vigneron et cordonnier. Bien que son père ne parle pas couramment le slovène et que sa mère ne parle pas allemand, Prenner parle les deux langues dès son plus jeune âge. Dès qu'il reconnait sa capacité à penser de manière indépendante il prend le nom de Ljuba, abandonnant son nom de baptême. Il a une sœur cadette, Josipina, et un demi-frère aîné, Ivan Čerče, enfant illégitime conçu avant que sa mère ne se soit mariée,.
La famille de Prenner n'est pas aisée et déménage souvent à cause du travail de son père. Il passe sa première année scolaire à Ruše, où la famille déménage en 1910, et les trois années suivantes à Slovenj Gradec,. L'éducation est inaccessible à la plupart des femmes à l'époque, car les valeurs chrétiennes traditionnelles exigent qu'elles soient subordonnées et confinées à la sphère domestique,. Les lycées n'admettent pas les filles et un enseignement universitaire est interdit sans diplôme d'enseignement secondaire. À la fin de la Première Guerre mondiale, la Slovénie est devenue une partie du royaume des Serbes, Croates et Slovènes nouvellement créé. Les femmes créent des organisations et exigent l'égalité dans ce nouveau pays, y compris le droit de voter, de gagner sa vie et d'avoir une éducation. Ce n'est qu'en 1929 que l'enseignement obligatoire mixte pour huit niveaux a été adopté dans le pays, qui devient cette année-là le royaume de Yougoslavie. 1929 est également la première année où les femmes sont autorisées à exercer une profession juridique en Slovénie.

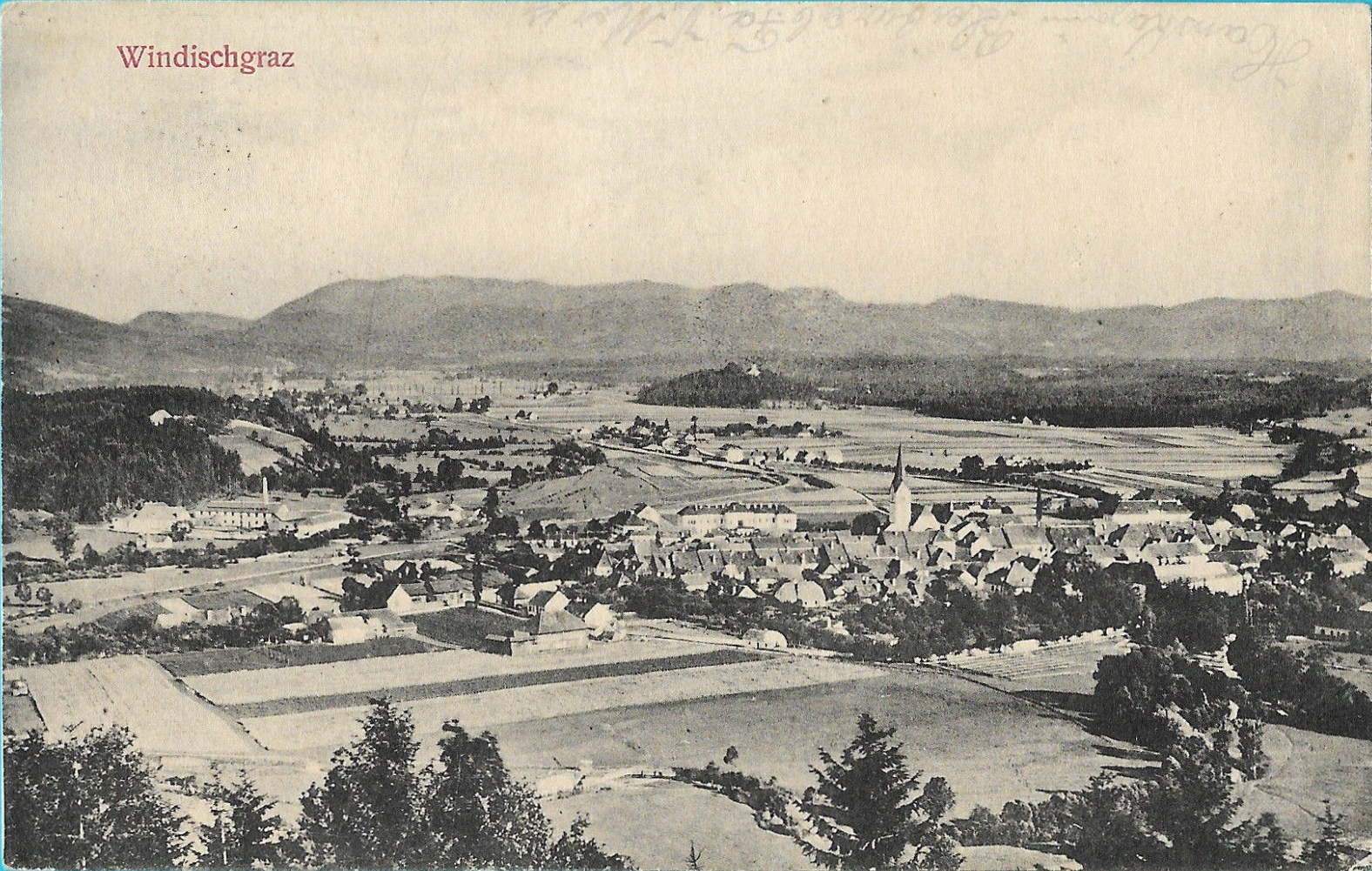
Slovenj Gradec, connu sous le nom de Windischgraz, à l'époque où les Prenner s'y sont installés.

En 1919, Prenner s'inscrit au gymnase privé d'État de Ptuj et poursuit ses études pendant trois ans, avant qu'un manque d'argent ne l'oblige à rentrer chez lui. Il étudie en privé des cours de quatrième année à Celje, puis retourne à Ptuj pour passer son examen,. Adolescent, Prenner coupe ses cheveux courts et commence à endosser une apparence masculine. Il se met aussi à assister à des événements théâtraux et à des soirées littéraires qui l'exposent à la culture slovène et lui donnent envie de poursuivre ses études. À court d'argent, il accepte un poste de dactylographe dans un cabinet d'avocats à Slovenj Gradec, mettant de côté pour les deux années suivantes. Il déménage ensuite à Belgrade et s'inscrit au First Women's Realgymnasium. Il termine sa cinquième et sa sixième années d'études secondaires tout en travaillant comme préposé à l'hôpital et commis pour une entreprise de plomberie. Une fois encore, il épuise ses ressources financières et rentre chez lui, terminant les deux années restantes de lycée grâce à des études privées ,. En 1930, il passe avec succès l'inscription Matura au Lycée de Ljubljana, ayant obtenu la maîtrise de l'anglais, du français, de l'allemand et de l'italien.

## Études universitaires et début de carrière littéraire (1929-1939)
Prenner s'est immédiatement inscrit à la faculté de droit de l'université du roi Alexandre Ier. Bien qu'il ait donné des cours particuliers à plusieurs de ses collègues, il échoue à presque tous ces premiers examens, alors que ceux auxquels il a enseigné réussissent. Il lui faut six ans pour obtenir son diplôme en droit en raison des pratiques discriminatoires auxquelles il était confronté et de son besoin de travailler,. En plus du tutorat, il publie des histoires courtes pour gagner de l'argent. Entre 1936 et 1937, il termine son stage juridique avec Josip Lavrič à Slovenj Gradec, mais décide de déménager définitivement à Ljubljana pour obtenir un doctorat,.

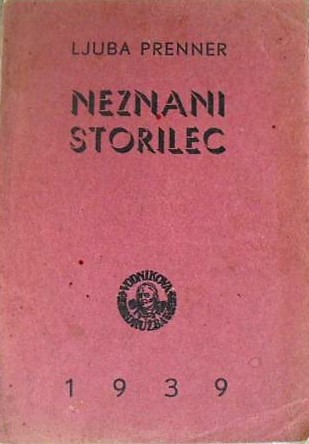
Neznani storilec (L'auteur inconnu), premier roman policier slovène, de Ljuba Prenner.

Malgré ses études pour devenir avocat, Prenner espérait devenir écrivain. Ses nouvelles comme Trojica (1929) et Življenje za hrbtom (1936), et des romans tels que Pohorska vigred v časopisu Jutro (1930-1931) et Mejniki ali kronika malega sveta v reviji Ženski svet (1936-1938), abandonne le style du  réalisme socialiste, populaire pour les œuvres littéraires de l'époque. S'éloignant des textes à motivation idéologique, les œuvres de Prenner se caractérisent par la capacité humaine à s'adapter à la vie avec foi, humour et ironie. Il  écrit de nombreuses comédies de situation en utilisant la satire pour décrire les vies et les individus composant la société de son époque. Presque toutes les œuvres se déroulent dans une petite ville, mettent en scène un avocat et contiennent des éléments autobiographiques avec un protagoniste typiquement masculin. Ces efforts littéraires ont été considérés comme trop concentrés sur le divertissement. En conséquence, la plupart d'entre eux n'ont jamais été publiés. En 1939, il publie le premier roman policier en Slovénie, Neznani storilec (L'auteur inconnu). Cette année-là, il est admis à l'Association des écrivains slovènes.
Prenner travaille dans deux cabinets d'avocats différents et termine avec succès ses études supérieures en 1941. Cette année-là, la Yougoslavie est envahie par les puissances de l'Axe de Bulgarie, d'Allemagne, de Hongrie et d'Italie, qui divisent le pays. La Slovénie est divisée en deux, l'Italie prenant la partie ouest et l'Allemagne la partie orientale. L'année suivante, il réussit son examen au barreau, mais doit recourir au subterfuge pour obtenir sa licence. À la suite de la partition, l'Italie contrôle Ljubljana et refuse de délivrer une licence à toute personne née dans la section allemande du pays. Prenner demande une licence indiquant qu'il est né à Fara. Les Italiens supposent qu'il voulait dire Fara, Kostel, près du lieu de naissance de son père à Kočevje, et lui délivrent une licence,.

## Carrière juridique, activisme et emprisonnement (1939-1954)
Vivant de plus en plus comme un homme, au cours de ses études de doctorat, Prenner rejoint l'Osvobodilna fronta (Front de libération, OF), un mouvement de résistance civile antifasciste. Son appartement est utilisé pour les réunions et comme boîte de dépôt pour les communiqués partisans. Il héberge des camarades qui ont besoin d'un abri pour une nuit et fournit des conseils juridiques ou une défense aux détenus et aux prisonniers. Comme il refuse de rejoindre le parti communiste en raison de leurs méthodes plutôt que de leur idéologie, les dirigeants du parti  commencent à le considérer comme un adversaire potentiel. Prenner ouvre un cabinet de droit privé en 1943, et a acquiert une réputation pour son travail pendant la guerre avec les prisonniers politiques. Dans un cas, il dépose de faux papiers auprès des autorités affirmant que les jugements des tribunaux italiens étaient invalides après la capitulation de l'Italie devant les Alliés. Il  obtient la liberté de nombreux Slovènes avant que les Allemands ne réalisent leur erreur et l'arrêtent en 1944. Il échappe à la prison, mais doit payer une lourde amende,.

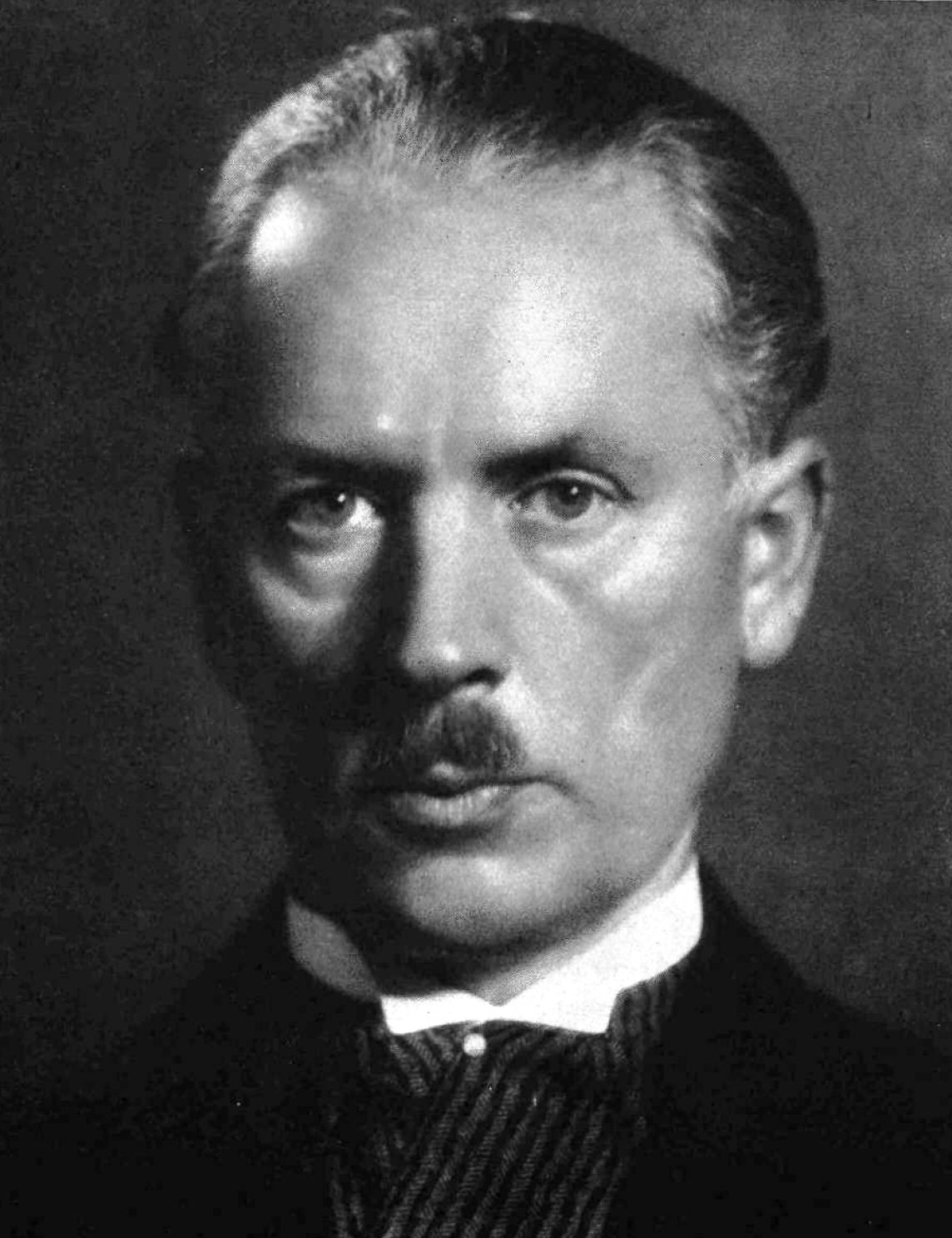
Juro Adlešič, maire de Ljubljana.

À la fin de la guerre, Prenner est l'un des 13 avocats autorisés à continuer à exercer par le gouvernement communiste,. En 1946, il est désigné pour représenter le partisan Tončko Vidic, qui avait été condamné à mort pour trahison. Prenner pense que la condamnation est basée sur des preuves fragiles et trouve des témoins capables de prouver que les accusations sont fausses. Il demande un nouveau procès, obtenant l'acquittement de son client. Au lendemain du procès, lui et le procureur, dont il a exposé la faiblesse des arguments  ont une altercation physique, et Prenner écope d'une amende par le tribunal disciplinaire,. Il s'est fait connaître comme un avocat qui a rarement perdu un procès faisant preuve d'une détermination inébranlable et d'un sens aigu du droit. Parmi ceux qu'il représente et qui sont accusés de collaboration avec les autorités d'occupation italiennes figurent Juro Adlešič (en), ancien maire de Ljubljana ; le propriétaire du cinéma de Ljubljana ; et les Slovènes qui avaient participé avec Draža Mihailović à la résistance pendant la guerre.
Prenner représente les personnes accusées de crimes contre l'État ou la propriété de l'État, refusant de représenter des clients qu'il ne considérait pas comme étant accusés à tort. Il croyait que le pouvoir judiciaire devait maintenir son indépendance vis- à-vis du gouvernement et ne pas se laisser influencer par la politique. Cela a souvent conduit à des confrontations avec ceux qui considéraient les tribunaux comme exécuteure du régime communiste. En 1947, le journal communiste, Slovenski poročevalec (Le journaliste slovène), publie un article critiquant fortement Prenner. L'article affirme qu'il a porté atteinte à la réputation et à l'autorité des procureurs, du système judiciaire, de l'Administration de la sécurité de l'État et du gouvernement en dépréciant de manière inappropriée la performance des fonctionnaires,. Il est arrêté et passe un mois et demi dans une prison provisoire située à Miklošičeva cesta (rue Miklosich). En prison, il compose le livret Slovo od mladosti (Adieu de  jeunesse).
Bien que la comédie de Prenner Veliki mož (Le grand homme) ait été mise en scène avec succès en 1943 au Théâtre dramatique de Ljubljana, en 1947, elle est attaquée par la censure littéraire et il est expulsé de l'Association des écrivains. Il n'est pas autorisé à publier à nouveau jusqu'en 1976. Libéré de prison à l'automne 1947, il commence à travailler à temps partiel à l'Institut de la langue slovène, qui fait partie de l'Académie slovène des sciences et des arts, donnant des conseils  sur les concepts juridiques pour le dictionnaire de langue slovène. Il est arrêté par l'Administration de la sécurité de l'État en 1949 et renvoyé à la prison de Miklošičeva cesta. Officiellement, il n'a jamais été inculpé d'une infraction et a conservé son emploi jusqu'en 1952. Il est transféré de la prison provisoire  au camp pour femmes de Ferdreng à Podlesje (en) et obligé de travailler dans la carrière. Pour garder son moral et ceux des autres détenues, Prenner  écrit la pièce humoristique, Prošnja za novo stranišče (Demande de nouvelles toilettes), soulignant l'insuffisance de trois toilettes pour 300 détenues. Il aidé les autres détenues en portant plainte pour mauvaise nourriture et agressions sexuelles, ce qui lui a souvent valu du temps en isolement,.
Après qu'une nouvelle plainte ait été déposée contre Prenner en 1949, il est transféré à la prison du tribunal de district de Ljubljana, mais lorsque les charges sont retirées, il est envoyé à la prison pour femmes du château de Brestanica (en). En janvier 1950, il est à nouveau transféré et emprisonné au château de Škofja Loka, où il écrit la pièce Vasovalci. Il est libéré sans recevoir d'acte d'accusation ni de pardon en mai 1950, mais se retrouve sans travail  car sa licence de droit est révoquée. Initialement, il vit à Rožna Dolina (Ljubljana) (en), avec sa partenaire de longue date, Slavica Jelenc, qui est professeure de mathématiques. À la mort de son beau-frère Josip Šerbec, Prenner déménage à Bežigrad, où vit sa sœur. Incapable de vendre ses écrits, il s'occupe de la famille, aide ses neveux qui sont étudiants en droit et travaille comme greffier dans un cabinet d'avocats. Incapables de gagner assez d'argent pour subvenir aux besoins de la famille, lui et sa sœur vendent la maison de leurs parents à Slovenj Gradec, dont ils avaient hérité après la mort de leurs parents en 1945 ,.

## Fin de vie (1954-1976)
Il n'est pas autorisé à travailler comme avocat pendant sept ans, mais après une longue campagne de rédaction de lettres à divers fonctionnaires et organisations, Prenner  retrouve sa licence en 1954,. Cette année-là, il espére relancer son activité littéraire et sa carrière. Son livret Slovo od mladosti  est mis en scène par le compositeur Danilo Švara (en) à l'Opéra de Ljubljana. Il reçoit des critiques peu enthousiastes, fermant la porte à ses ambitions littéraires. Prenner rouvre un cabinet et embauche ses neveux, Vojmil et Smiljan Šerbec comme stagiaires. Une fois de plus, il  devient un avocat convoité au tribunal pénal. Bien que hautement qualifié, la nature combative de Prenner devant les tribunaux lui  vaut d'être traduit plusieurs fois devant la commission disciplinaire de l'Association du barreau dans les années 1960,. Il devient apprécié de personnalités qui sont considérées comme controversées par les autorités communistes, telles que Lili Novy et Anton Vovk (en). Božidar Jakac peint plusieurs portraits de Prenner.
Bien qu'il ne soutienne pas le régime communiste yougoslave, Prenner reconnait qu'après la prise du pouvoir par les communistes, il lui est possible de s'habiller à sa guise. Généralement, il est vêtu d'un costume d'homme, porté avec une chemise blanche et une cravate, et il porte une serviette. En public, il utilise toujours un terme féminin pour se désigner, mais en privé, ses amis et sa famille le reconnaissent comme un homme. Avec ses œuvres littéraires, Prenner a pu  «prendre vie en tant qu'homme». Il est pragmatique au sujet de sa situation et est largement cité comme s'étant présenté en disant : « Je suis le Dr Ljuba Prenner, ni homme ni femme »,. Il a aussi écrit une lettre à un collègue expliquant que son apparence a rendu sa vie comme avocat plus simple; bien qu'il reconnaisse qu'il n'est pas un homme, il se sentait plus à l'aise avec la liberté d'être qui il sentait être[pas clair].

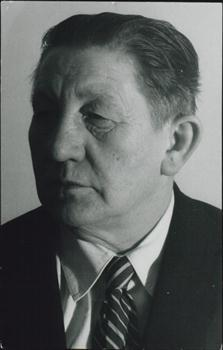
Ljuba Prenner en 1967.

Prenner n'a fait aucun effort pour cacher son orientation sexuelle et son père accepte son identité de genre, bien que sa mère n'ait pas approuvé. Dans son enfance, Prenner rencontre Štefka Vrhnjak, qui devient plus tard enseignant et directrice à Sela, près de Slovenj Gradec. Bien qu'il ait eu d'autres relations, Vrhnjak a été son grand amour et quand elle est morte en 1960, Prenner  rencontre Marija Krenker à ses funérailles. Krenker, veuve, est la nièce de Vrhnjak. Elle  dirige une auberge pour subvenir aux besoins de ses quatre filles,. La famille Bučinek, qui comprend l'actrice Jerica Mrzel (sl), apporte son soutien à Prenner alors qu'il devient une figure paternelle pour les filles,. En 1966, il déménage à Šmiklavž et avec les encouragements de Krenker, ébauche une première écriture de ses mémoires. Agé, il souhaite prendre sa retraite mais les autorités ne reconnaissent pas ses  années passées à écrire et en prison et affirment qu'il n'a pas travaillé durant les années de service requises.
En 1967, la comédie de Prenner, Gordijski vozel (Gordian Knot) est diffusée sur la station italienne Radio Trst A, mais il ne peut toujours pas publier en Slovénie. Sur la base de sa réputation, on lui demande en 1968 de prononcer le discours du centenaire pour les célébrations du barreau d'avocat. Sa présentation s'intitule Odvetnik v slovenski literaturi (L'avocat dans la littérature slovène),. En 1970, il est nommé interprète judiciaire permanent de langue allemande pour la Slovénie mais il commence à cette époque à avoir des problèmes de santé, notamment de diabète. Il prend sa retraite en 1975 et son neveu Vojmil reprend le cabinet d'avocats. En 1976, sans qu'il ait demandé son acceptation, l'Association des écrivains slovènes le réadmet en tant que membre et lui accorde une petite pension basée sur ses contributions littéraires à partir de 1929,.

## Mort et héritage
Prenner meurt le 15 septembre 1977 à l'hôpital de Zaloško Road, à Ljubljana, en république socialiste de Slovénie, en Yougoslavie, d'un cancer du sein. Il est enterré aux côtés de ses parents au cimetière de Stari Trg, Slovenj Gradec (en). Prenner est reconnu pendant de nombreuses années comme une femme qui a choisi d'affirmer son libre arbitre à une époque où la plupart des femmes n'étaient pas autorisées à le faire mais est rarement reconnue en Slovénie comme une lesbienne butch ou homme transgenre. Dans sa biographie, Odvetnica in pisateljica Ljuba Prenner (L'avocat et écrivain Ljuba Prenner) publiée en 2000, « la sexualité [de Prenner] complètement ignorée » . Camoufler l'orientation sexuelle des sujets biographiques est courant au XXe siècle en Slovénie mais au XXIe siècle, une plus grande ouverture de la société permet une présentation plus équilibrée de la vie de Prenner, y compris l'exploration par Prenner de la chirurgie de réassignation sexuelle, dans des études qui reconnaissent le statut transgenre de Prenner [Notes 3].
Prenner est connu pour son esprit indépendant, son expertise juridique et ses travaux écrits. En 2000, une biographie de Prenner est publiée par Nova revija (magazine) (en), à partir d'entretiens avec des connaissances et il est inclus dans la publication de 2007 Pozabljena polovica : portreti žensk 19. in 20. stoletja na Slovenskem (Moitié oubliée : Portraits de femmes des 19e et 20e siècles en Slovénie). D'autres travaux littéraires et scientifiques évaluent la place de Prenner dans l'histoire slovène depuis la dissolution de la Yougoslavie. Une salle commémorative est dédiée à la mémoire de Prenner dans le Musée provincial de Carinthie, qui abrite ses papiers et ses artefacts. À l'occasion du centenaire de sa naissance, le réalisateur Boris Jurjaševič (sl) crée un documentaire sur sa vie : Dober človek : Ljuba Prenner (The Good Man : Ljuba Prenner).
Une publication posthume, dirigée par Mrzel, qui est le gardien littéraire de la succession de Prenner, a révélé certaines des œuvres inédites de Prenner. Parmi elles, Bruc : roman neznanega slovenskega študenta (Freshman : Le roman d'un étudiant slovène inconnu), est publié en 2006. Le roman se concentre sur les expériences d'un jeune homme s'efforçant d'atteindre une éducation et sur les expériences qu'il rencontre dans l'environnement social de l'entre-deux-guerres. Il explore les rôles de genre et les limites que le genre impose à sa capacité à s'engager dans la société, ainsi que la conscience de Prenner que l'identité sexuelle est fluide. Ses mémoires, Moji spomini, commencés en 1970, sont publiées en 2007.

## Œuvres choisies
- (sl) Prenner (. conte de fée écrit sous le pseudonyme Tetka Metka.), « Skok, Cmok in Jokica », Jutra, Ljubljana, no 4,‎ 1929 (OCLC 440348511)[41]
- (sl) Ljuba Prenner, Trojica, Ljubljana, Belo-modra knjižnica, 1929 (OCLC 441720322)[41]
- (sl) Prenner (. roman publié en feuilletons entre  1930 et 1931 dans diverses publications.), « Pohorska vigred », Jutra, Ljubljana,‎ 1931[41]
- (sl) Prenner (. roman publié en feuilletons entre 1936 et 1938.), « Mejniki ali Kronika malega mesta », Revija Ženski svet, Trieste, Italy, Žensko dobrodelno udruženje,‎ entre 1936 et 1938[41]
- (sl) Ljuba Prenner, Življenje za hrbtom, Ljubljana, Evalit, 1936 (OCLC 441710999)[41]
- (sl) Ljuba Prenner, Neznani storilec, Ljubljana, Vodnikova družba, 1939 (OCLC 442569764)[41]
- (sl) Ljuba Prenner, Veliki mož, Ljubljana, Slovensko narodno gledališče, 1943 (OCLC 883930495)[41]
- (sl) Ljuba Prenner, Vasovalci, Ljubljana, Samozaložba, 1945 (OCLC 438941186)[42]
- (sl) Ljuba Prenner, Gordijski vozel, Ljubljana, Samozaložba, 1967 (OCLC 441108789)[43]
- (sl) Ljuba Prenner, Slovo od mladosti (Prešeren), Ljubljana, 2nd, 1988 (OCLC 456163334)[9]
- (sl) Ljuba Prenner, Bruc: roman neznanega slovenskega študenta, Slovenj Gradec, Cerdonis, 2006 (ISBN 978-961-6244-24-4)[38]
- (sl) Prenner, « Moji spomini », Odsevanja, Slovenj Gradec, Kulturno društvo Odsevanja Slovenj Gradec, nos 67–68,‎ hiver 2007, p. 21–32 (ISSN 0351-3661, OCLC 439642154, lire en ligne)